# Тевкелевы
Тевкелевы (тат. Təfkilevlər, Тәфкилевләр; каз. Тевкелевтер) — мурзы, татарский дворянский род казахского происхождения. Происходят от Уразлея-мурзы Тевкелева, жившего в Касимовском ханстве. Многие представители рода помимо татарских имен, оставаясь мусульманами, имели вторые русские имена. Некоторые представители сменили татарские имена на русские в результате крещения.

## Происхождение рода
В 1789 году жена покойного секунд-майора Юсупа Кутлумухаметовича Тевкелева – вдова Дарья Алексеевна, представила в Дворянское собрание Уфимского наместничества родословную своего супруга. Она пояснила, что «бумаги, относящиеся до древнего происхождения рода мурз Тевкелевых потеряны в 1773 и 1774 годах при разграблении их домов во время Пугачевского бунта». По этой причине неизвестно когда и из какой орды поступил в российское подданство первый известный родоначальник рода Тевкелевых – Уразлей. Представленная Дарьей Алексеевной родословная является общепринятой родословной рода Тевкелевых.
Уразлей упоминается в 1610 году как «Бежетцкие пятины татарин Уразлейко Тевкелев», с поместным окладом в 300 четей. Из этого документа видно, что его мать звали Нармас. У Уразлея был сын Уразмамет, у последнего сыновья Давлетмамет и Абдрахман.

## Общепринятая родословная Тевкелевых
- 1. Уразлей
- 1/2. Уразмамет Уразлей улы
- 1/2/3. Абдрахман Уразмамет улы
- 1/2/4. Давлетмамет Уразмамет улы — ярославский кормовой татарин, имел поместье во Владимирском и Ярославском уездах. В 1669 г. отмечен среди жителей д. Шелдаис Керенского уезда.
- 1/2/3/5. Рамазан Абдрахман улы — переводчик Посольского приказа.
- 1/2/4/6. Мамеш Давлетмамет улы — мурза города Касимова, имел поместья в Касимовском, Владимирском, Темниковском и Керенском уездах, которые достались ему от деда и дяди. Упоминается в отказной грамоте от 21 марта 1696 г., в которой за ним закреляются земли в деревне Шелдаис Керенского уезда в обмен на земли в деревне Барамыково, Касимовского уезда. Блестяще владел татарской грамотой. Год смерти Мамеш-мурзы доподлинно неизвестен. По всей видимости, он застал уничтожение Касимовского царства «великим преобразователем» Петром I.
- 1/2/4/7. Булуш Давлетмамет улы
- 1/2/4/8. Сафер Давлетмамет улы
- 1/2/4/9. Мамет Давлетмамет улы
- 1/2/3/5/10. Муртаза Рамазан улы — переводчик Иностранной коллегии, коллежский асессор, упомянут 28 сентября 1754 г. в указе Иностранной коллегии.
- 1/2/4/6/11. Кутлумухаммет Мамеш улы (Алексей Иванович; 1674—1766) — российский дипломат, основатель Челябинска, генерал-майор (1755). Перешагнув через национальное унижение (в частности, через руины касимовской мечети[4]), Кутлу-Мухаммед сделал весьма успешную карьеру. Его «козырными картами» стали русско-татарское двуязычие[5] и беспощадная исполнительность. - писал по этому поводу М. И. Девлеткамов[6]. Алексей Тевкелев стал основателем уфимской ветви Тевкелевых.
- 1/2/4/6/12.  Урая Мамеш кызы, выдана за Бектимера сеита Шакулова
- 1/2/4/6/13.  Зулейха Мамеш кызы, выдана за князя Бектимера Максютова
- 1/2/4/7/14. Мустафа Булуш улы
- 1/2/4/8/15. Абдулла Сафер улы (крестился)
- 1/2/3/5/10/16. Ахмет Муртаза улы (крестился под именем Михаила Александровича) — прапорщик Бутырского полка.
- 1/2/4/6/11/17. Юсуп Кутлумухаммет улы (Осип Алексеевич; 1707 — 1773) — секунд-майор. Владел Варзино-Алексеевским заводом. Убит в 1773 году при подавлении Пугачёвского восстания (служил в корпусе ген.-майора Ф. Ю. Фреймана), жена — Дарья Алексеева.
- 1/2/4/6/11/17/18. Шигингарей Юсуп улы (Петр Осипович) — рефрейт-капрал лейб-гвардии Конного полка, крупный помещик, в 1789 году владел 2110 крестьянами обоего пола в Уфимском, Вятском и Рязанском наместничествах, которые достались ему от отца.
- 1/2/4/6/11/17/18/19. Салимгирей Шигингарей улы (1805, Килимово — 2 января 1885, Уфа) — муфтий (1865—1885), крупный благотворитель.
- 1/2/4/6/11/17/18/20. Батыргирей Шигингарей улы — майор.
- 1/2/4/6/11/17/18/20/21. Зухра Батыргирей кызы (Зоря Павловна; ум. в 1916) — жена князя Ахмед-Гирея Чингиза, сына хана Джангира Букеева.
- 1/2/4/6/11/17/18/20/22. Кутлумухаммет Батыргирей улы (1850 — после 1917) — мусульманский общественный деятель, крупный землевладелец, полковник. Депутат Гос. думы всех 4 созывов от Уфимской губ. (член Кадетской фракции). Предводитель дворянства Белебеевского уезда, Уфимской губ. (1905-10, 1914-17). Участник Конгресса народов России, состоявшегося в 1916 в Лозанне (Швейцария). Летом 1916 года, во время Пантюркистского восстания в Туркестане и Степном крае, вместе с А. Ф. Керенским, возглавил специальную комиссию Думы, направленную для изучения причин волнений. Дальнейшая судьба Кутлумухаммета неизвестна.

## Альтернативная версия родословной Тевкелевых
Д. ист. н. Беляков А.В. поставил под сомнение общепринятую родословную Тевкелевых и предложил свой вариант ранней генеалонии этого рода:
- 1. Семен
- 1/2. Мустафа Семен улы
- 1/3. Уразмухаммет Семен улы
- 1/2/4. Абдрахман Мустафа улы
- 1/2/4/5. Мамет (Мамеш) Абдрахман улы
- 1/2/4/6. Рамазан Абдрахман улы
- 1/2/4/5/7. Кутлумухаммет Мамеш улы
- 1/2/4/5/8. Урая Мамеш кызы
- 1/2/4/5/9. Зулейха Мамеш кызы
- 1/2/4/6/10. Муртаза Рамазан улы
- 1/2/4/6/10/11. Тахтаралей Муртаза улы
- 1/2/4/6/10/12. Ахмат Муртаза улы

## Родовые имения
Тевкелевы были крупными помещиками. Главное родовое имение Тевкелевых находилось в деревне Килимово (ныне Буздякский район
, Республика Башкортостан). В дворцово-усадебный комплекс Тевкелевского Дворца входили собственно дворец, парк, мечеть, фруктовый сад. В начале XX в. это имение перешло к зятю Тевкелева - Салимгарею Джантюрину.
Тевкелевым также принадлежал хутор Тевкель в Оренбургском уезде. К началу XX века б.ч. тевкелевских поместий была распродана.